# Scott Speed
Scott Andrew Speed (Manteca, 24 gennaio 1983) è un pilota automobilistico statunitense.
Ha gareggiato in Formula 1 per la Scuderia Toro Rosso nelle stagioni 2006 e 2007, senza mai conquistare punti. Successivamente si è dedicato alle stock car, con le quali ha debuttato nella serie ARCA RE/MAX nell'ottobre 2007.

## Carriera

### Gli esordi
Speed ha iniziato a correre sui kart all'età di 10 anni, e nel 1995 ha vinto il suo primo campionato a livello nazionale. Nel 2001 ha partecipato, vincendo alla prima stagione, al Russel Racing Championship, mentre nell'anno successivo ha partecipato a numerose gare del Barber National Championship e del Formula Mazda Championship, campionati a livello nazionale statunitense, non riuscendo però a vincere nessun titolo. Nel 2003, Speed è entrato a far parte del Red Bull Driver Search, un programma di lancio di giovani piloti principalmente americani da parte dello sponsor Red Bull: grazie a ciò è riuscito a partecipare in alcuni eventi di Formula 3 inglese, e successivamente nel 2004 nella Formula Renault, collezionando numerosi successi.

### GP2
Nel 2005, Speed ha corso nella prima stagione della serie GP2, cioè la serie cadetta della Formula 1, come secondo pilota per la squadra iSport International. Nonostante non abbia vinto nessuna gara, ha totalizzato 67,5 punti validi per il campionato (soprattutto per aver fatto numerosi giri veloci, che in GP2 contano per il punteggio), ed è giunto terzo, dietro a Nico Rosberg e Heikki Kovalainen, altri due piloti che poi sono passati alla F1. Nel corso di questa stagione, ha partecipato come terzo pilota e riserva ai gran premi del Canada e degli Stati Uniti, per la squadra Red Bull Racing. Ha anche successivamente corso le prime tre gare della stagione inaugurale della serie A1 Grand Prix, come pilota ufficiale dell'A1 team USA, una squadra statunitense, arrivando 4º in Portogallo.

### Formula 1

#### 2006-2007: Toro Rosso

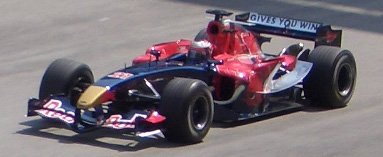
Speed sulla sua Toro Rosso al Gran Premio della Malesia 2006

Dalla stagione 2006, Scott Speed ha gareggiato in Formula 1 ed è stato il primo pilota statunitense in questa categoria dopo 13 anni, e cioè da quando Michael Andretti ha smesso di competere nel 1993. Speed ha esordito in Formula 1 come pilota della Toro Rosso, erede della Minardi dopo l'acquisizione da parte di Red Bull, al Gran Premio del Bahrain. Nella suo primo gran premio in Formula 1 si qualifica 16º, ed in gara arriva al 13º posto. Nel successivo Gran Premio della Malesia si ritira dopo 41 giri per un problema al cambio della sua Toro Rosso.
Speed avrebbe anche conquistato il primo punto mondiale per la nuova scuderia, essendo arrivato 8º al Gran Premio d'Australia 2006, se non avesse superato David Coulthard in regime di bandiere gialle, motivo per cui fu penalizzato di 25 secondi e retrocesso quindi al 9º posto. In occasione di questa corsa, a Speed fu anche comminata una multa di $5000 per aver usato un "linguaggio non appropriato" alla radio, proprio contro il pilota scozzese.
Al Gran Premio di San Marino si piazza 15º, e due settimane dopo, al Gran Premio d'Europa arriva fino all'11º posto. In Spagna è costretto al ritiro al 47º giro per la rottura del motore. In Canada riesce in una buona rimonta e si piazza al 10º posto, dopo essere partito dalla 19ª posizione.
Al Gran Premio di Monaco Speed giunge 13º al traguardo. A Silverstone Speed è costretto al ritiro al 1º giro per un incidente con Ralf Schumacher e Mark Webber.
La settimana successiva è il turno del Gran Premio degli Stati Uniti, dove Speed è accolto calorosamente dal pubblico americano: in qualifica fa molto bene, arrivando al 13º posto. Durante la gara viene coinvolto in un incidente grave alla prima curva, causato da Juan Pablo Montoya. Il colombiano colpisce il suo compagno di squadra, Kimi Räikkönen, e poi anche Jenson Button: Speed sembra riuscire ad evitare il contatto andando sull'erba, ma Montoya, dopo un testacoda, colpisce incredibilmente anche l'americano. In totale, 8 piloti vengono coinvolti e sono costretti al ritiro. In questa occasione, il suo compagno di squadra Vitantonio Liuzzi arriva 8º, regalando il primo punto iridato alla Toro Rosso.
In Francia Speed fa bene, sia in qualifica che in gara, e si piazza 10º. In Germania, si schianta contro un muro in qualifica prima ancora di registrare un tempo. In gara rimonta solo grazie a diversi incidenti degli altri piloti, e taglia il traguardo 12º. La storia si ripete in Ungheria: dopo una deludente qualifica arriva a addirittura 4 giri di ritardo, in 11ª posizione. Al Gran Premio della Turchia riesce a rimontare solo qualche posizione, per arrivare al 13º posto.
Negli ultimi 4 gran premi della stagione Speed non brilla particolarmente nelle prestazioni, collezionando sempre risultati abbastanza deludenti: 13º a Monza, 14º in un Gran Premio di Cina bagnato. Si ritira in Giappone per un problema allo sterzo a meno di 5 giri dal termine, motivo per cui ufficialmente si classifica 18º. Si rifà decisamente 2 settimane dopo in Brasile arrivando 11º e conclude in questo modo la sua stagione.
Speed arriva al 20º posto in classifica piloti, con 0 punti iridati. Il suo compagno di squadra fa meglio, arrivando proprio davanti a lui in 19ª posizione, con 1 punto iridato. Tutto sommato, la prima stagione si conclude bene per Speed, che si dimostra regolare nei risultati, ritirandosi solamente 4 volte. Nei mesi seguenti alla fine del campionato mondiale, la Toro Rosso conferma subito Liuzzi come primo pilota. Speed invece conquista, dopo numerosi test e incertezze da parte del Team, il posto come secondo pilota anche per la stagione 2007.
Nel campionato 2007 la Formula 1 propone come prima gara il Gran Premio d'Australia. Speed guida, in questo gran premio, la nuova STR2 della Toro Rosso. Ufficialmente si qualifica 17º, perché Felipe Massa viene retrocesso, ma in realtà registra il 18º tempo. La gara per Speed si conclude dopo 28 giri, per un problema ad una ruota. Nelle qualifiche in Malesia Speed esce di poco in Q1, registrando il 17º tempo, primo degli esclusi. Nella gara arriva 14º ad un giro dalla testa della corsa.
In Bahrain Speed si qualifica 19º, ma esce subito di scena per un incidente con Jenson Button al primo giro. La responsabilità sembra essere dell'inglese, ma Speed non lo accusa e quindi non ci sono decisioni di penalità per nessuno dei due piloti da parte dei commissari. In Spagna Speed non registra un tempo in qualifica per vari problemi. Dopo essere partito dall'ultima posizione in griglia, è costretto a ritirarsi nel 10º giro per un incidente: nel punto più veloce del rettilineo, la sua gomma posteriore sinistra si stacca rotolando sul tracciato; per fortuna l'americano mantiene il controllo della vettura e si ferma a bordo pista.
Al Gran Premio di Monaco Speed si qualifica in 18º posto. Nella gara, grazie ad una strategia ad una sola sosta molto ritardata, riesce in un'incredibile rimonta fino ad arrivare a ridosso della zona punti, in 9ª posizione dietro a Kimi Räikkönen. Una gara stranamente con pochissimi ritiri: solo 4 piloti non giungono al termine.
Nella trasferta americana Speed non brilla nonostante faccia meglio del suo compagno di squadra. La qualifica in Canada vede Speed qualificarsi 16º (è la prima volta nella stagione 2007 che Speed accede alla Q2), ma in gara lo statunitense vanifica tutto all'8º giro, tentando un sorpasso azzardato e danneggiando irrimediabilmente la ruota anteriore sinistra. Durante le prove del gara canadese, Speed ha anche fatto un incidente con Mark Webber, della Red Bull: alla fine di una sessione di prova, durante il giro di rientro ai box, Webber ha frenato bruscamente davanti a Speed, che lo ha tamponato. I commissari di gara non hanno dato nessuna sanzione ai piloti coinvolti, nonostante abbiano ripreso l'australiano per il suo comportamento. La settimana seguente, nel Gran Premio ad Indianapolis Speed si qualifica solo 20º per problemi di assetto sulla sua vettura. In gara riesce a recuperare diverse posizioni, arrivano 13º al traguardo, con 2 giri di distacco da Lewis Hamilton. In occasione delle prove del venerdì, Speed è stato vittima di un curioso incidente: il monitor col quale i piloti osservano i tempi, posto sopra la vettura quando è ai box per la messa a punto, è caduto proprio sulle mani dell'americano, che per fortuna non ha riportato conseguenze fisiche.
Il successivo gran premio è in Francia: la Toro Rosso apporta diverse modifiche alla vettura, fra cui un nuovo cambio. Speed arriva addirittura 3º, nelle prove libere del venerdì, dietro le due Ferrari, ma in qualifica non fa altrettanto bene, nonostante passi la Q1, classificandosi 15º. È autore di una buona gara fino alla cinquantacinquesima tornata, in cui è costretto a fermarsi per un problema tecnico, probabilmente proprio al cambio. La settimana successiva, in Gran Bretagna Speed si qualifica nuovamente 15º. Durante un doppiaggio ad opera di Fernando Alonso però l'americano viene colpito alla fiancata da Alexander Wurz che cercava di sfruttare la situazione, ed è costretto al ritiro per i danni subiti. Infine, in un complicato Gran Premio d'Europa, Speed è uno dei tanti a finire dopo pochi giri la sua corsa, andando dritto alla prima curva (nel corso del terzo giro) per la pioggia battente.
A seguito di ciò, viene ripreso dal manager della squadra, Franz Tost, subendo anche un'aggressione fisica. Il contrasto tra i vertici della squadra e il pilota crescono. Speed rilascia un'intervista in cui dichiara di non sentirsi a proprio agio con il team. Dopo pochi giorni viene annunciato che Speed sarà sostituito immediatamente dal tedesco Sebastian Vettel. Da quel gran premio, Speed smette di correre in Formula 1 e termina quindi anche la presenza di uno statunitense all'interno della massima serie automobilistica.
Speed finisce 21º nella classifica piloti finale. I suoi risultati durante la stagione sono molto deludenti: l'americano non è mai riuscito neanche quest'anno a totalizzare un punto. La Toro Rosso invece chiuderà la stagione a quota 8 punti, dopo i risultati in Cina. Speed registra ben sette ritiri in dieci gare, spesso a causa della scarsa affidabilità della vettura.

### Stock car
Terminata l'esperienza in Formula 1, Il 20 settembre 2007 viene ufficialmente annunciato che Scott Speed correrà nella serie ARCA RE/MAX, negli USA, almeno per una gara. Il 5 ottobre, infatti, l'americano è pilota per la Red Bull al Talladega Superspeedway, fatto che conferma i buoni rapporti fra Speed e il Team nonostante la rottura con la Scuderia Toro Rosso. In occasione di quella gara, Speed, al suo debutto, si qualifica e finisce la gara in 7ª posizione. Successivamente viene annunciato che il pilota correrà nella serie per il Team Red Bull Toyota per tutto il 2008 con la vettura numero 2.
La prima stagione è inizialmente molto positiva per Speed. Colleziona 4 vittorie ed è in testa nella classifica piloti a quattro gare dal termine. Nel corso dell'ultima gara però danneggia la sua vettura contro il muro a seguito della battaglia con il contendente per il titolo, Ricky Stenhouse Jr.; costretto ad un pit-stop ai box, al ritorno in pista causa intenzionalmente un nuovo incidente con quest'ultimo pilota. Viene per questo penalizzato e finisce 3º nel campionato piloti.

### Global Rallycross

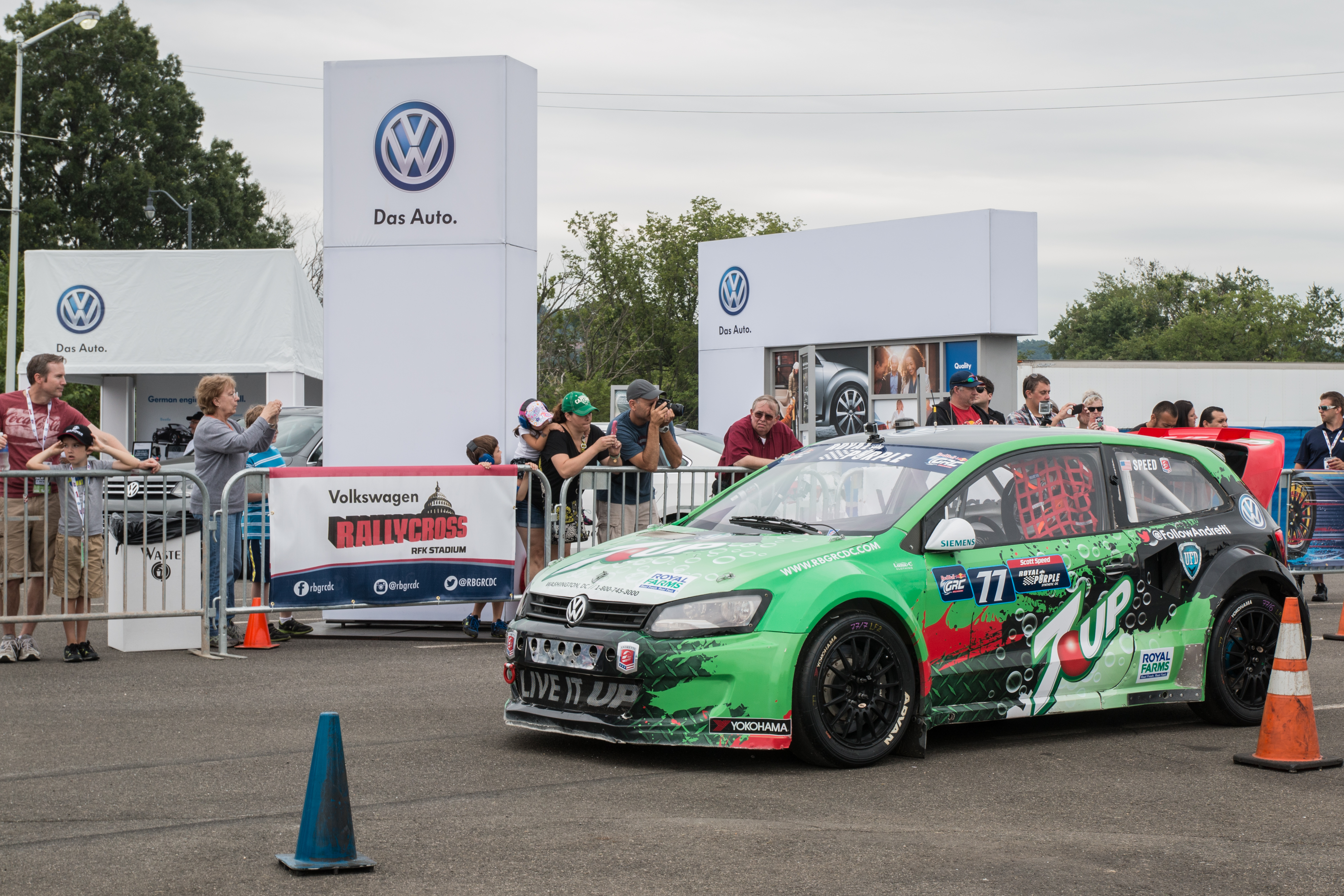
Scott Speed all'RFK Stadium

Nel 2014 corre nel Global Rallycross con il team Andretti Autosport.

### Formula E
Nella stagione 2014/2015 prende parte a quattro prove del campionato di Formula E nuovamente con il team Andretti Autosport, ottenendo come miglior risultato il secondo posto nella gara di Miami.

## Risultati sportivi

### GP2
| Anno    | Scuderia             | Vettura        | 1   | 2   | 3   | 4   | 5   | 6   | 7   | 8   | 9   | 10  | 11  | 12  | 13  | 14  | 15  | 16  | 17  | 18  | 19  | 20  | 21  | 22  | 23  | Punti | Pos. |
| ------- | -------------------- | -------------- | --- | --- | --- | --- | --- | --- | --- | --- | --- | --- | --- | --- | --- | --- | --- | --- | --- | --- | --- | --- | --- | --- | --- | ----- | ---- |
| 2005    | iSport International | Dallara GP2/05 | SMR | SMR | ESP | ESP | MON | EUR | EUR | FRA | FRA | GBR | GBR | GER | GER | HUN | HUN | TUR | TUR | ITA | ITA | BEL | BEL | BHR | BHR | 67,5  | 3º   |
| 2005    | iSport International | Dallara GP2/05 | 3   | Rit | 2   | 3   | 4   | 16  | 12  | 15  | 18  | 4   | 2   | 4   | 3   | Rit | 19  | 5   | 4   | Rit | 15  | 4   | 4   | Rit | 19  | 67,5  | 3º   |
| Legenda |                      |                |     |     |     |     |     |     |     |     |     |     |     |     |     |     |     |     |     |     |     |     |     |     |     |       |      |

### Formula 1
| 2005 | Scuderia | Vettura |  |  |  |  |  |  |  |    |    |  |  |  |  |  |  |  |  |  |  | Punti | Pos. |
| ---- | -------- | ------- |  |  |  |  |  |  |  | -- | -- |  |  |  |  |  |  |  |  |  |  | ----- | ---- |
| 2005 | Red Bull | RB1     |  |  |  |  |  |  |  | TP | TP |  |  |  |  |  |  |  |  |  |  |       |      |

| 2006 | Scuderia   | Vettura |    |     |   |    |    |     |    |     |    |     |    |    |    |    |    |    |    |    |  | Punti | Pos. |
| ---- | ---------- | ------- | -- | --- | - | -- | -- | --- | -- | --- | -- | --- | -- | -- | -- | -- | -- | -- | -- | -- |  | ----- | ---- |
| 2006 | Toro Rosso | STR1    | 13 | Rit | 9 | 15 | 11 | Rit | 13 | Rit | 10 | Rit | 10 | 12 | 11 | 13 | 13 | 14 | 18 | 11 |  | 0     | 20º  |

| 2007 | Scuderia   | Vettura |     |    |     |     |   |     |    |     |     |     |  |  |  |  |  |  |  |  |  | Punti | Pos. |
| ---- | ---------- | ------- | --- | -- | --- | --- | - | --- | -- | --- | --- | --- |  |  |  |  |  |  |  |  |  | ----- | ---- |
| 2007 | Toro Rosso | STR2    | Rit | 14 | Rit | Rit | 9 | Rit | 13 | Rit | Rit | Rit |  |  |  |  |  |  |  |  |  | 0     | 21º  |

| Legenda | 1º posto     | 2º posto | 3º posto    | A punti         | Senza punti/Non class.  | Grassetto – Pole position Corsivo – Giro più veloce |
| Legenda | Squalificato | Ritirato | Non partito | Non qualificato | Solo prove/Terzo pilota | Grassetto – Pole position Corsivo – Giro più veloce |

### Formula E
| Anno      | Team               | Vettura               | 1   | 2   | 3   | 4   | 5     | 6       | 7      | 8      | 9   | 10  | 11  | Punti | Pos |
| --------- | ------------------ | --------------------- | --- | --- | --- | --- | ----- | ------- | ------ | ------ | --- | --- | --- | ----- | --- |
| 2014-2015 | Andretti Autosport | Spark-Renault SRT 01E | PEC | PUT | PDE | BNA | MIA 2 | LBH Rit | MON 12 | BER 14 | MOS | LON | LON | 18    | 15º |